# Metridium
Genre
Metridium est un genre de cnidaires de l'ordre des Actiniaria (anémones de mer) et de la famille des Metridiidae.

## Liste des espèces
Selon World Register of Marine Species (24 janvier 2023) :
- Metridium canum Stuckey, 1914
- Metridium dianthus (Ellis, 1768)
- Metridium exile Hand, 1956
- Metridium farcimen (Brandt, 1835)
- Metridium huanghaiense Pei, 1998
- Metridium senile (Linnaeus, 1761) — Œillet de mer
- Metridium sinensis Pei, 1998

## Galerie de photos

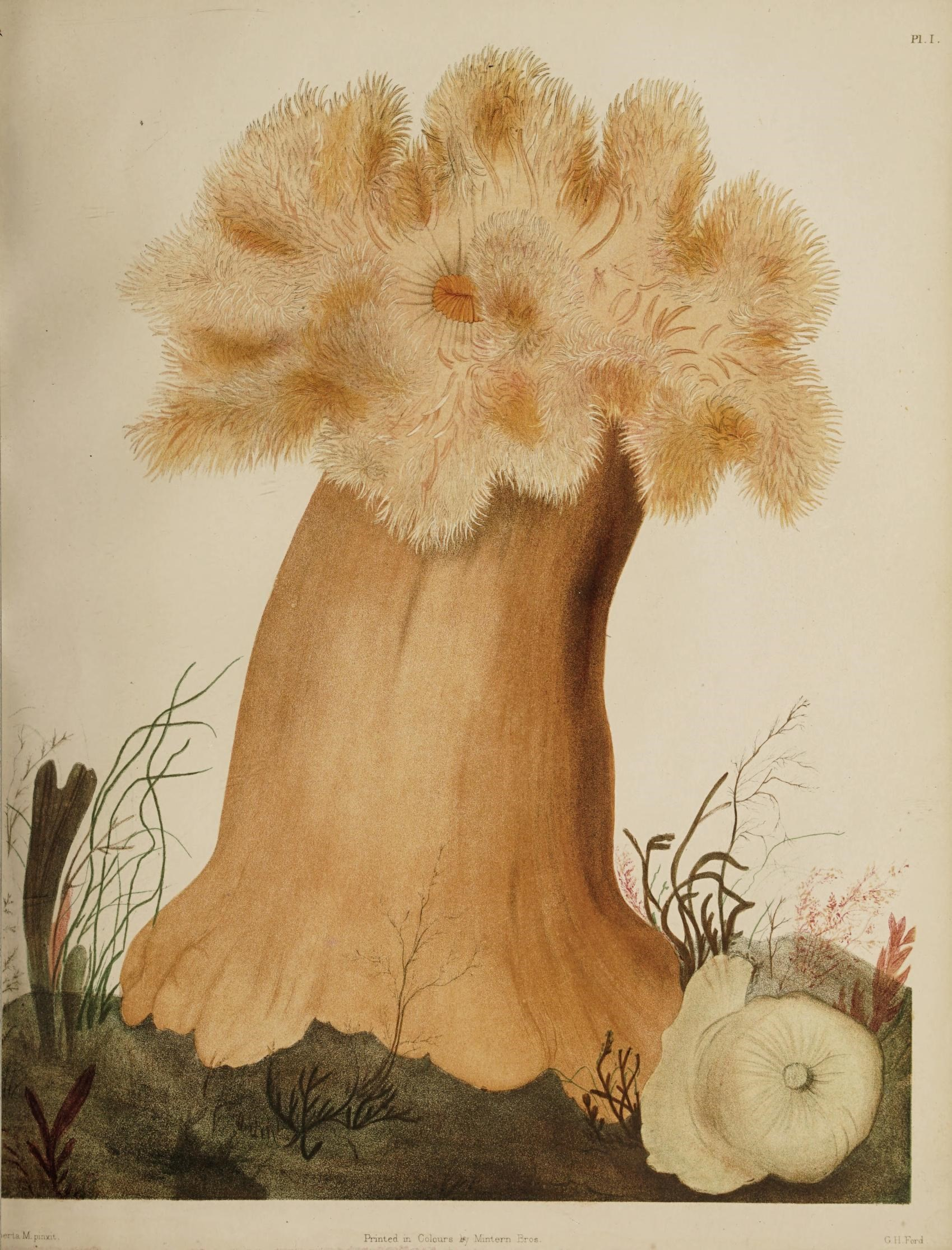
Metridium dianthus
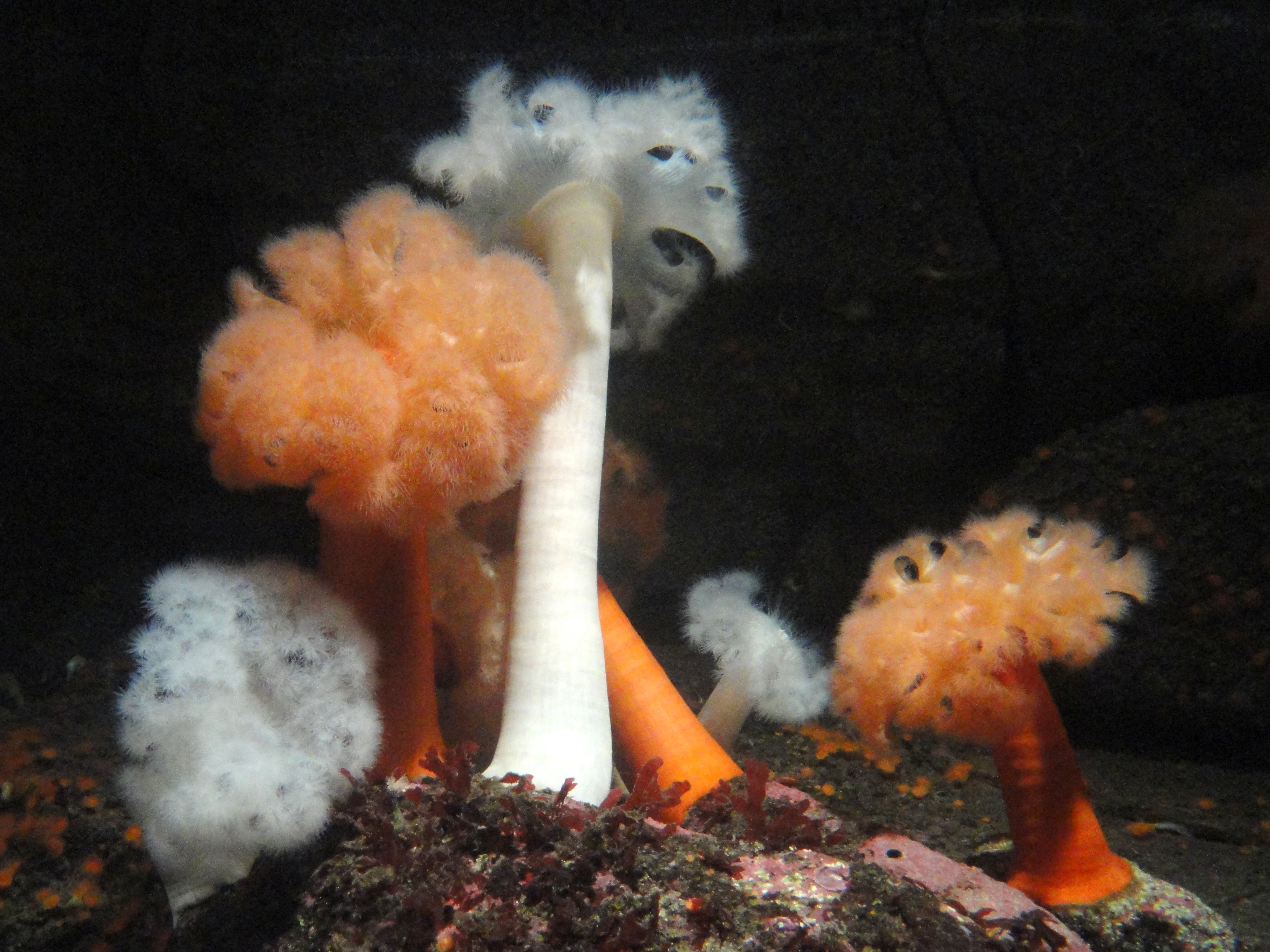
Metridium farcimen
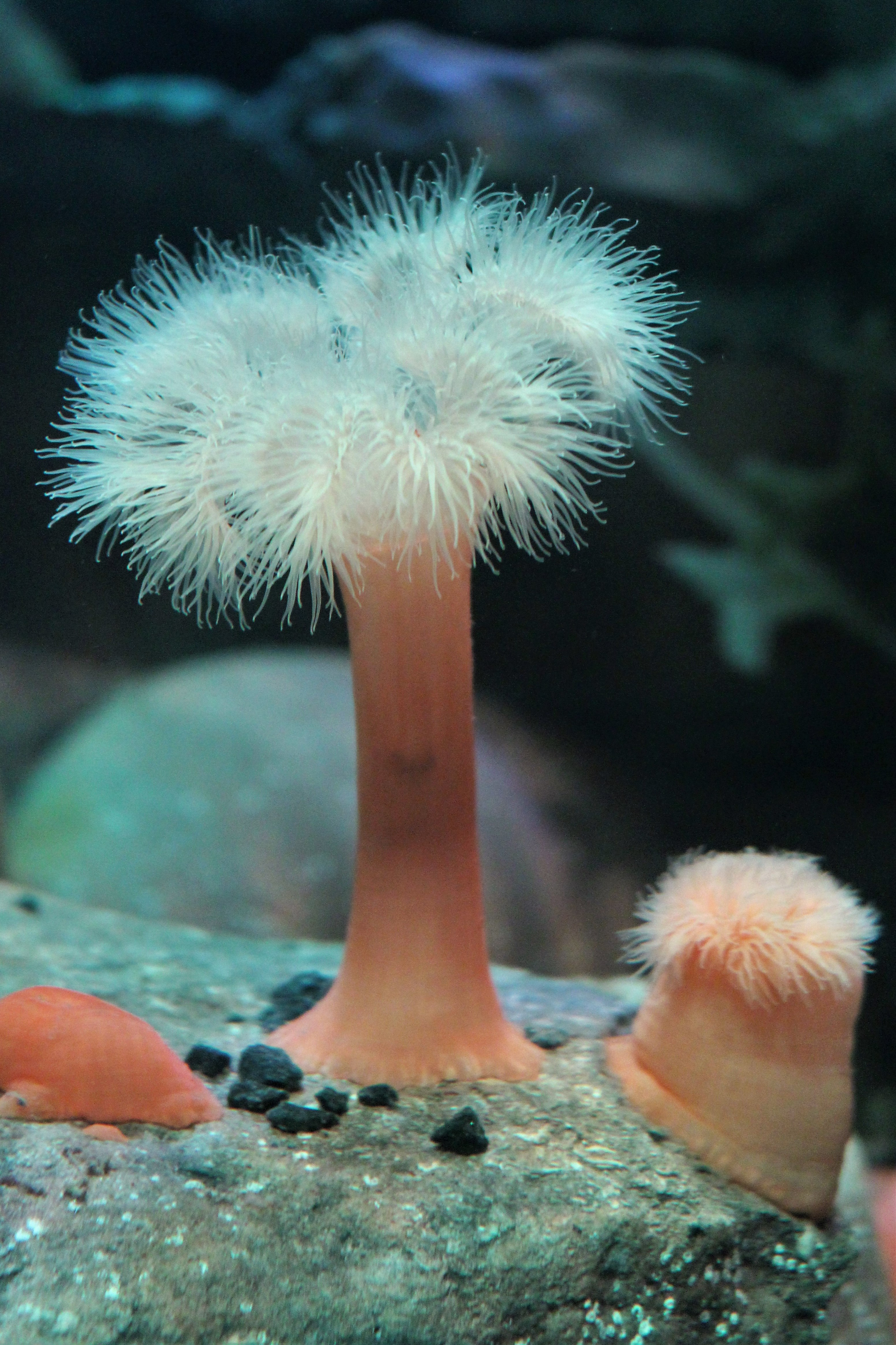
Metridium senile